# Jan Molsen (Handballspieler)
Jan Molsen (* 17. Februar 1987 in Lübeck) ist ein ehemaliger deutscher Handballspieler, der für die SG Flensburg-Handewitt in der Bundesliga auflief.

## Karriere
Molsen spielte anfangs Fußball, begann mit 13 Jahren das Handballspielen beim TSV Hürup und wechselte in der C-Jugend zur SG Flensburg-Handewitt. Mit der B-Jugend der SG Flensburg-Handewitt gewann er 2004 die deutsche Meisterschaft. Später spielte Molsen mit der DHK Flensborg in der Regionalliga und kehrte 2008 zur SG Flensburg-Handewitt zurück, wo er mit der zweiten Mannschaft in der Regionalliga und mit der ersten Mannschaft in der Bundesliga sowie EHF Champions League auflief. Im Sommer 2009 schloss er sich dem Zweitligisten HSG Varel an. Nachdem er in der Saison 2010/11 mit 172 Treffern den 13. Platz in der Torschützenliste der 2. Bundesliga belegte, kehrte der Rechtshänder zum DHK Flensborg in die 3. Liga zurück. Nach einer Spielzeit wechselte Molsen zum Ligarivalen HSG Tarp-Wanderup. Mit Tarp stieg er 2013 in die 2. Bundesliga auf. Im Jahre 2014 schloss er sich der SG Westerland/List an. Im Jahre 2018 wechselte Molsen zum SH-Ligisten ATSV Stockelsdorf. Molsen erzielte in der Saison 2018/19 60 Treffer in 15 Partien für Stockelsdorf.